# Assassin's Creed: Lineage
Assassin's Creed: Lineage je série tří krátkometrážních filmů založených na videohře Assassin's Creed II, které zachycují historii rodiny Ezia Auditore da Firenzeho. Vytvořila je společnost Ubisoft v koprodukci s Hybride Technology. První díl byl vydán 26. října 2009 na YouTube. Ubisoft se prostřednictvím filmů snažil nejen propagovat hru, avšak i udělat svůj první krok ve filmovém průmyslu.
Filmy režíroval kanadský režisér Yves Simoneau.

## Příběh
Filmy příběhově předchází videohře Assassin's Creed II a soustřeďují se na Giovanniho Auditoreho, který je otcem hlavní postavy ze hry, Ezia Auditore da Firenzeho.
Giovanni je asasínem žijícím v 15. století v renesanční Itálii. Jedna ze zkorumpovaných rodin plánuje zničit sjednocenou Itálii svržením rodu Medici. Giovanni musí jako asasín čelit této hrozbě a předvést vinné strany před spravedlnost. Příběh představuje události před Assassin's Creed II a nepřátele jak Giovanniho, tak jeho syna Ezia.

## Obsazení
Filmy a videohra mají stejné obsazení. Všichni z herců (s výjimkou Devona Bostika, u kterého byla použita pouze tvář a hlas) byli zachyceni, jejich tváře oskenovány a hlasy zaznamenány pro použití ve hře.
- Romano Orzari jako Giovanni Auditore
- Manuel Tadros jako Rodrigo Borgia[7][8]
- Claudia Ferri jako Maria Auditore
- Jesse Rath jako Federico Auditore
- Devon Bostick jako Ezio Auditore
- Alex Ivanovici jako Lorenzo I. Medicejský
- Michel Perron jako Uberto Alberti
- Roc Lafortune jako vězeň/muž číslo 1
- Arthur Grosser jako papež Sixtus IV.
- Shawn Baichoo jako otec Antonio Maffei
- Peter Miller jako Galeazzo Maria Sforza
- Harry Standjofsky jako Silvio Barbarigo
- Frank Fontaine jako Marco Barbarigo
- Maxime Savaria jako kurýr